# Sin (drottning)
Sin, född 1476, död 1537, var en drottning av Korea 1494–1506, gift med kung Yeonsangun.  Hon förlorade sin ställning då maken avsattes 1506 och kallade därefter avsatt drottning. Hon beskrivs som vänlig och ödmjuk, och det noterades att hennes betjäning stannade hos henne av tillgivenhet. 